# محمد کشاورزیان
محمد کشاورزیان (۱۲۹۹-نامعلوم) از سیاستمداران ایرانی بود، که در دوره  بیستم بعنوان نماینده ملایر، نهاوند و تویسرکان در مجلس شورای ملی حضور داشت.

## زندگی
محمد کشاورزیان فرزند میرزا غلامحسین تاجر، در سال ۱۲۹۹ در ملایر متولد شد. تحصیلات ابتدائی و متوسطه را در ملایر و تهران به پایان رساند و وارد دانشکده حقوق تهران شد و مدرک کارشناسی خود را در رشته حقوق قضایی گرفت و در وزارت دارایی مشغول خدمت شد. او در دوره بیستم به نمایندگی از مردم ملایر در مجلس شورای ملی حضور داشت. پس از انحلال مجلس بیستم، عضو هیئت نظار بانک ملی ایران شد و در حکومت حسنعلی منصور به معاونت وزارت پست و تلگراف برگزیده گردید و تا بهمن ماه ۱۳۵۷ در آن سمت مستقر بود